# Paul McCartney's Liverpool Oratorio
Albums de Paul McCartney
Unplugged (The Official Bootleg)
(1991) Off the Ground
(1993)
Albums de musique classique de Paul McCartney
Thrillington
(1977) Paul McCartney's Standing Stone
(1997)
Paul McCartney's Liverpool Oratorio est un album classique de Paul McCartney paru en 1991. Il est invité à préparer ce concert pour célébrer les 150 ans de l'orchestre philharmonique royal de Liverpool. Pour ce projet, il reçoit l'aide du chef d'orchestre Carl Davis pour les arrangements et l'orchestration.
Ce concert classique marque l'aboutissement de l'intérêt du musicien pour ce genre de musique, qui s'était déjà vu dans des chansons comme Yesterday ou Eleanor Rigby. La pièce, en huit actes, raconte l'histoire d'un homme, Shanty, dans les années 1950. Plusieurs similitudes avec la vie de McCartney peuvent y être retrouvées.
Les représentations du Liverpool Oratorio connaissent un grand succès. Un double album, enregistré lors de la représentation à la cathédrale de Liverpool, est édité par EMI Classics. Il atteint la tête des charts de musique classique des deux côtés de l'Atlantique. La critique se montre en revanche mitigée.
La pièce a été donnée à l'été 2024 par l'opéra de Cincinnati sur une mise en scène de Caroline Clegg.

## Synopsis

### Mouvement I: La guerre
En 1942, en pleine guerre mondiale, des sirènes hurlent, la population terrifiée court se mettre à l'abri pour échapper au déluge de feu qui s'abat sur Liverpool. Au plus fort d'un raid aérien, dans Liverpool en flammes, un enfant naît, porteur d'espoir.

### Mouvement II: L'école
En 1953, Shanty, l'enfant né au plus fort de la guerre, est maintenant un jeune collégien de 11 ans. Avec quelques camarades de classe, il « sèche » les cours et va profiter du soleil dans le cimetière de la cathédrale de Liverpool. Il s'endort sur une vieille pierre et voit, en rêve, défiler les fantômes du passé et de l'avenir. L'un d'eux représente Mary Dee, sa future épouse. De retour au collège, Shanty et ses camarades assistent au cours d'espagnol. Leur professeur, Miss Inkley, leur fait étudier un vieux chant populaire.

### Mouvement III: La crypte
En 1959, Shanty descend dans la crypte où un prêtre a organisé une fête. C'est un adolescent perturbé qui ne croit ni en Dieu, ni en soi-même. Alors qu'il chante l'avenir, Mary Dee lui apparaît et annonce la mort de son père. Shanty reste seul avec sa détresse.

### Mouvement IV: Le Père
En 1959, alors que les proches arrivent sur les lieux de l'enterrement, Shanty ressent désarroi, peur et colère. Accablé, il médite et réalise, en fin de compte, qu'un père, comme chaque être humain, est appelé à mourir. Il lui demande son pardon.

### Mouvement V: Le mariage
Quelques années plus tard, Mary Dee aperçoit Shanty perdu dans ses pensées. Elle se sent attirée vers lui. Elle apaise les doutes de Shanty et tempère ses ambitions. Après s'être avoué leur amour, Shanty et Mary Dee se marient.

### Mouvement VI: Le travail
La scène se passe dans le bureau de Mary Dee. Mary Dee dirige une entreprise florissante dont le personnel est entièrement féminin. Elle passe ses journées au milieu des fax et des ordinateurs. Ses employées, qui croulent sous les ordres, s'évadent quelques instants dans des rêveries sentimentales. Shanty, dont la réussite sociale est moindre, est poussée par ses collègues de bureau à en faire le moins possible. L'un d'eux, Mr. Dingle, l'entraîne même au pub. En rentrant chez elle, Mary Dee annonce qu'elle est enceinte.

### Mouvement VII: Les crises
Mary Dee chante à l'enfant à naître, inquiète pour son avenir. Shanty rentre légèrement éméché, exigeant son dîner d'un ton excédé. La discussion dérape sur des problèmes d'argent et les difficultés de Shanty. Shanty blesse Mary Dee en remettant en doute l'amour qu'elle lui porte. Elle explose, lui hurle qu'elle est enceinte de lui. Prenant la fuite, folle de colère et de douleur, elle se fait renverser par une voiture. À l'hôpital, une infirmière prie pour la vie de Mary Dee qui, dans son délire, voit à son tour défiler les fantômes du passé et de l'avenir. Elle lutte pour ne pas perdre l'enfant que les fantômes tentent de lui arracher. Shanty prie à son chevet et promet de changer de vie si Mary Dee et l'enfant sont sauvés.

### Mouvement VIII: La paix
Shanty chante l'enfant qui vient de naître. Dans son sermon, le prêtre évoque l'extrême fragilité du bonheur conjugal. Mary Dee et Shanty se promettent d'assurer, ensemble et pour toujours, le bonheur de l'enfant. Leur amour a survécu.

## Liste des pistes

### Disque 1
Mouvement I : La guerre
- Piste 1- 2:02
- Piste 2- 2:35
- Piste 3- 2:09
- Piste 4- 1:36
- Piste 5- 1:16

Mouvement II : L'école
- Piste 6- 2:10
- Piste 7- 1:02
- Piste 8- 0:40
- Piste 9- 2:35
- Piste 10- 1:35
- Piste 11- 1:23
- Piste 12- 1:50
- Piste 13- 0:55

Mouvement III : La crypte
- Piste 14- 0:48
- Piste 15- 1:44
- Piste 16- 1:58
- Piste 17- 0:46
- Piste 18- 2:24
- Piste 19- 2:21

Mouvement IV : Le Père
- Piste 20- 2:59
- Piste 21- 1:05
- Piste 22- 1:13
- Piste 23- 1:44
- Piste 24- 4:12

### Disque 2
Mouvement V : Le mariage
- Piste 1- 5:42
- Piste 2- 1:13
- Piste 3- 1:40

Mouvement VI : Le travail
- Piste 4- 1:20
- Piste 5- 2:52
- Piste 6- 5:05
- Piste 7- 1:34
- Piste 8- 0:30
- Piste 9- 1:34
- Piste 10- 2:04

Mouvement VII : Les crises
- Piste 11- 0:54
- Piste 12- 2:28
- Piste 13- 0:45
- Piste 14- 2:40
- Piste 15- 0:31
- Piste 16- 0:52
- Piste 17- 0:49
- Piste 18- 2:03
- Piste 19- 3:36
- Piste 20- 3:08
- Piste 21- 3:18

Mouvement VIII : La paix
- Piste 22- 1:22
- Piste 23- 1:26
- Piste 24- 2:17
- Piste 25- 3:13
- Piste 26- 1:06